# Neoprocris
Neoprocris là một chi bướm đêm thuộc họ Zygaenidae.

## Các loài
- Neoprocris saltuaria Jordan, 1915